# Davis Cup 1975
In 1975 werd het toernooi om de Davis Cup  voor de 64e keer gehouden. De Davis Cup is het meest prestigieuze tennistoernooi voor landen dat sinds 1900 elk jaar wordt georganiseerd.
Zweden won voor de eerste keer de Davis Cup door in de finale Tsjechoslowakije met 3-2 te verslaan.
De deelnemende landen strijden in de verschillende regionale zones tegen elkaar. De winnaar van elke zone plaatst zich voor het interzonaal toernooi. De winnaar van dat toernooi wint de Davis Cup.

## Interzonaal Toernooi
|  | halve finale      | halve finale    |  |                   | finale 19-21 december | finale 19-21 december |
|  |                   |                 |  |                   |                       |                       |
|  | 19-21 september   |                 |  |                   |                       |                       |
|  | Zweden            | 4               |  |                   |                       |                       |
|  | Chili             | 1               |  |                   |                       |                       |
|  |                   |                 |  |                   | Zweden                | 3                     |
|  | 26-28 september   | 26-28 september |  | Tsjecho-Slowakije | 2                     |                       |
|  | Tsjecho-Slowakije | 3               |  |                   |                       |                       |
|  | Australië         | 1               |  |                   |                       |                       |

## België
België speelt in de voorronde van de regionale groep.
| datum      | tegenstander | uitslag | locatie | groep  | ronde       | winst/verlies |
| ---------- | ------------ | ------- | ------- | ------ | ----------- | ------------- |
| 11-05-1975 | Frankrijk    | 1-4     | uit     | EUR PR | kwartfinale | v             |
| 15-09-1974 | Noorwegen    | 5-0     | thuis   | EUR PR | 1e ronde    | w             |

België plaatste zich niet voor het hoofdtoernooi.

## Nederland
Nederland speelt in de voorronde van de regionale groep.
| datum      | tegenstander | uitslag | locatie | groep  | ronde       | winst/verlies |
| ---------- | ------------ | ------- | ------- | ------ | ----------- | ------------- |
| 04-05-1975 | Hongarije    | 0-5     | uit     | EUR PR | kwartfinale | v             |

Nederland plaatste zich niet voor het hoofdtoernooi.
| niveau 1 | niveau 2 | niveau 3 | niveau 4 | niveau 5 |

Algemeen · Opzet · Finales · Winnaars 
 België ·  Nederland ·  Aruba ·  Nederlandse Antillen 

1900 · 1901 · 1902 · 1903 · 1904 · 1905 · 1906 · 1907 · 1908 · 1909 · 1910 · 1911 · 1912 · 1913 · 1914 · 1915 · 1916 · 1917 · 1918 · 1919 · 1920 · 1921 · 1922 · 1923 · 1924 · 1925 · 1926 · 1927 · 1928 · 1929 · 1930 · 1931 · 1932 · 1933 · 1934 · 1935 · 1936 · 1937 · 1938 · 1939 · 1940 · 1941 · 1942 · 1943 · 1944 · 1945 · 1946 · 1947 · 1948 · 1949 · 1950 · 1951 · 1952 · 1953 · 1954 · 1955 · 1956 · 1957 · 1958 · 1959 · 1960 · 1961 · 1962 · 1963 · 1964 · 1965 · 1966 · 1967 · 1968 · 1969 · 1970 · 1971 · 1972 · 1973 · 1974 · 1975 · 1976 · 1977 · 1978 · 1979 · 1980 · 1981 · 1982 · 1983 · 1984 · 1985 · 1986 · 1987 · 1988 · 1989 · 1990 · 1991 · 1992 · 1993 · 1994 · 1995 · 1996 · 1997 · 1998 · 1999 · 2000 · 2001 · 2002 · 2003 · 2004 · 2005 · 2006 · 2007 · 2008 · 2009 · 2010 · 2011 · 2012 · 2013 · 2014 · 2015 · 2016 · 2017 · 2018 · 2019 · 2020-2021 · 2022 · 2023 · 2024 · 2025